# Rejon tungusko-czunijski
Rejon tungusko-czunijski (ros. Тунгусско-Чунский район) – jeden z 3 rejonów Ewenkijskiego Okręgu Autonomicznego w Kraju Krasnojarskim. Stolicą rejonu była Wanawara.
W wyniku likwidacji Ewenkijskiego Okręgu Autonomicznego w 2007 roku, rejon tungusko-czunijski przestał istnieć, a jego terytorium stało się częścią rejonu ewenkijskiego.
100% populacji stanowiła ludność wiejska, ponieważ w regionie nie było żadnego miasta.